# 가시고기
가시고기(학명: Pungitius sinensis)는 큰가시고기하목 큰가시고기과에 속하는 민물고기이다. 한국 북부·일본·중국 동부·러시아의 사할린섬·쿠릴 열도 일대등 극동 지역에 분포한다. 주로 하천 중~하류 일대의 수초가 많은 곳에 서식한다. 32~36개의 비늘판을 가지고 있으며, 등지느러미의 6~10개의 톱날같은 가시가 돋아나 있다. 몸의 바탕색은 회녹색, 등 부분은 암녹색, 배 부분은 은황색을 띄며, 옆부분에 연갈색의 가로 무늬가 있다. 몸 길이는 5~7cm이며 모양은 방추형이다. 산란기는 4~8월로서, 수컷은 산란기가 되면 몸 색이 흑청색으로 변화하며, 물풀 등을 이용해 둥지를 만들고 암컷을 유인해 번식한다. 새끼가 부화해 독립할 때까지 둥지를 지키고 보호하는 습성이 있어 부성애의 상징으로 여겨진다. 물이 맑은 곳에서만 서식하는데 수질 오염으로 인해 최근 그 수가 줄어 멸종위기 야생생물 Ⅱ급으로 지정되었다.
강원도 정선군의 가시고기가 맛의 방주에 등재되어 있다.

## 같이 보기
- 탁란